# Kaloum
Kaloum är en kommun i Guineas huvudstad Conakry. Den hade 70 665 invånare 2018.

## Galleri

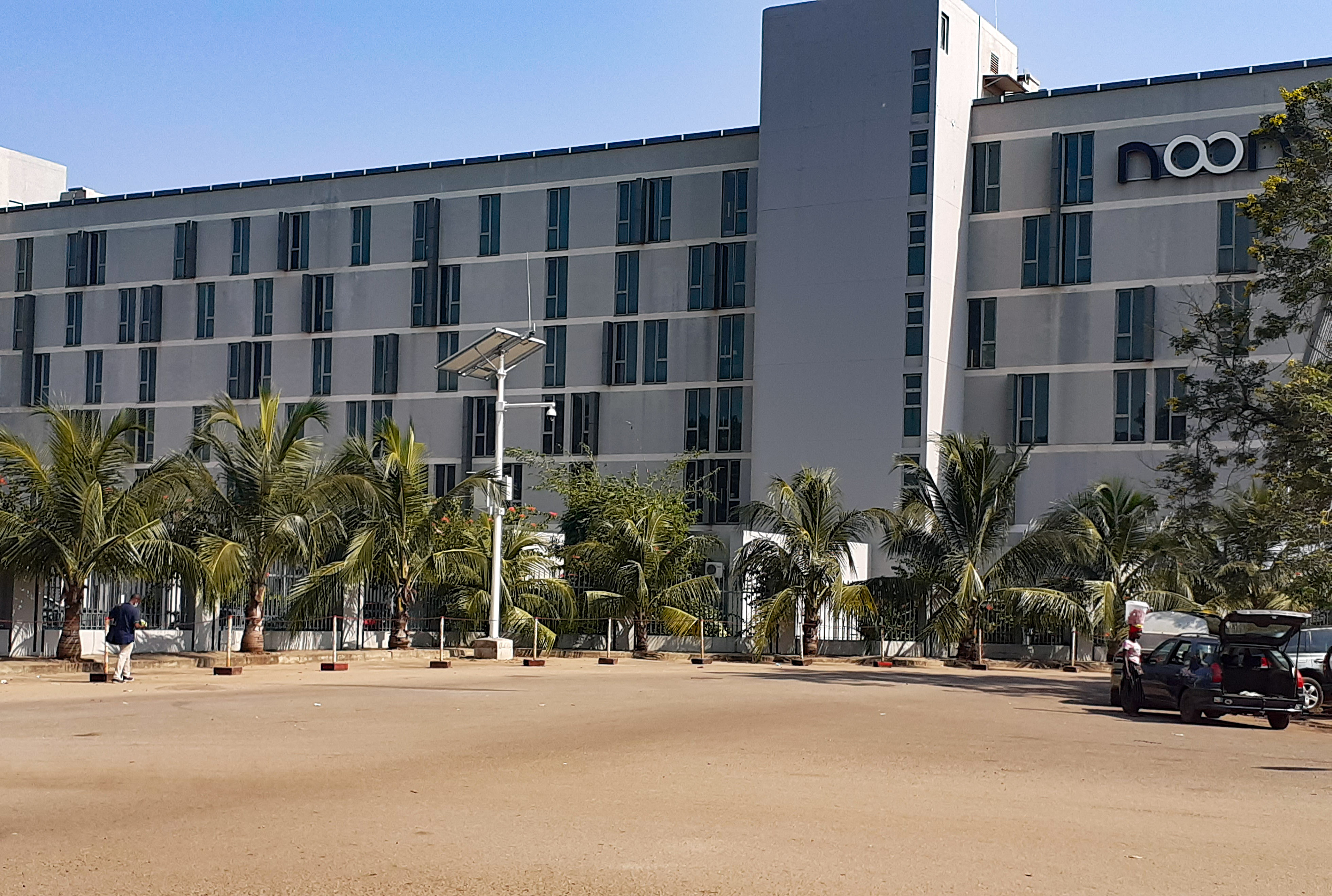
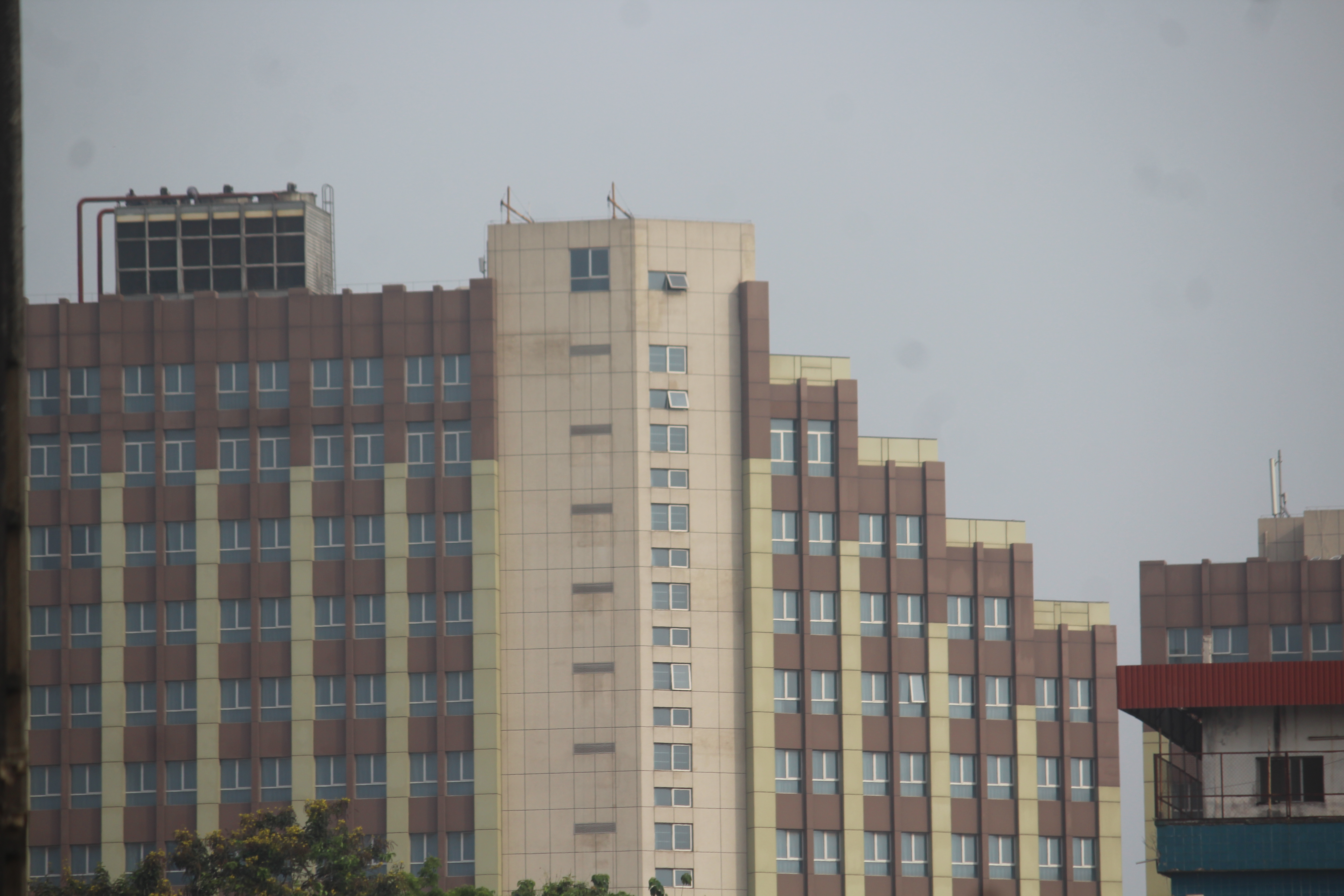
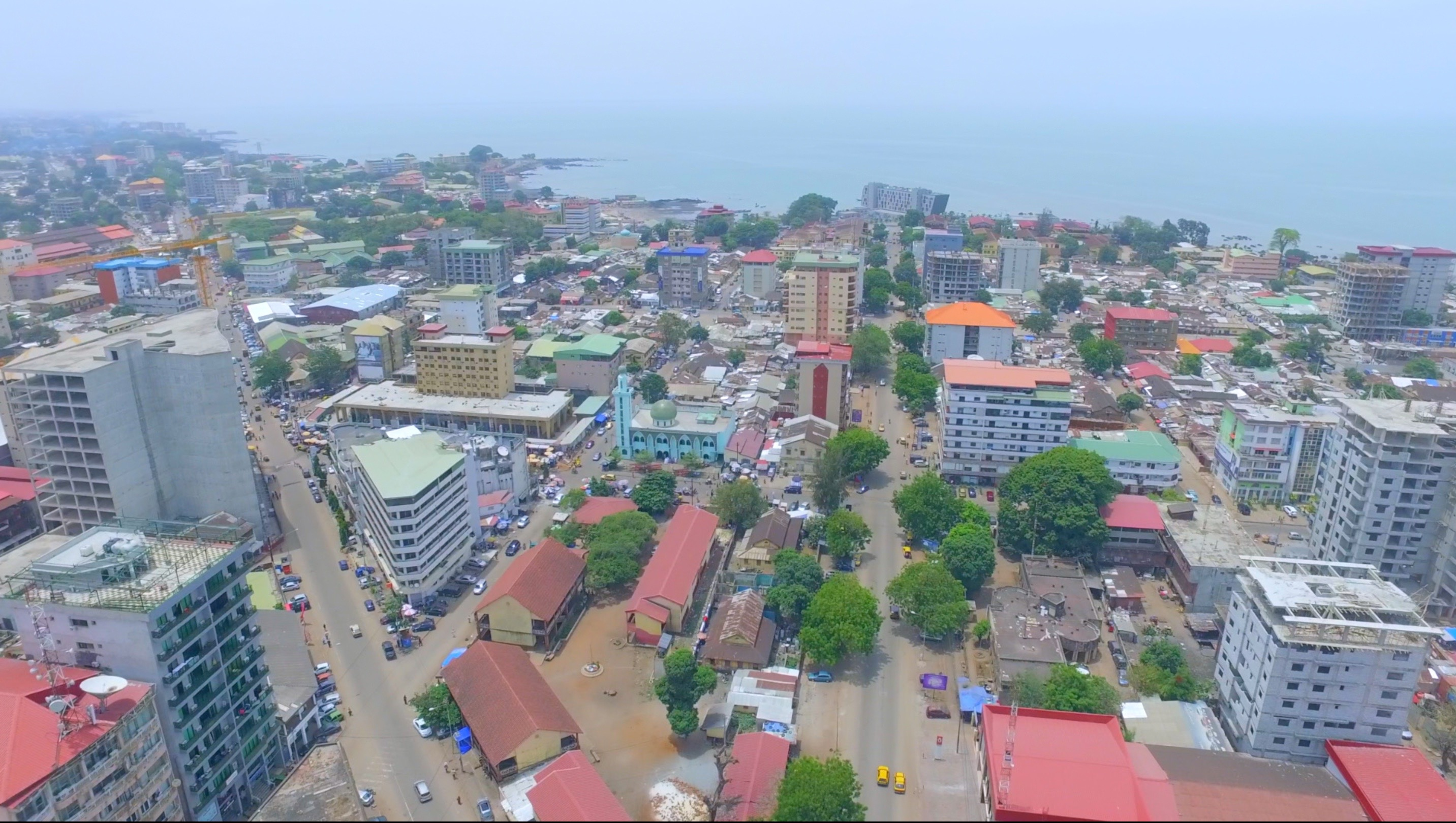
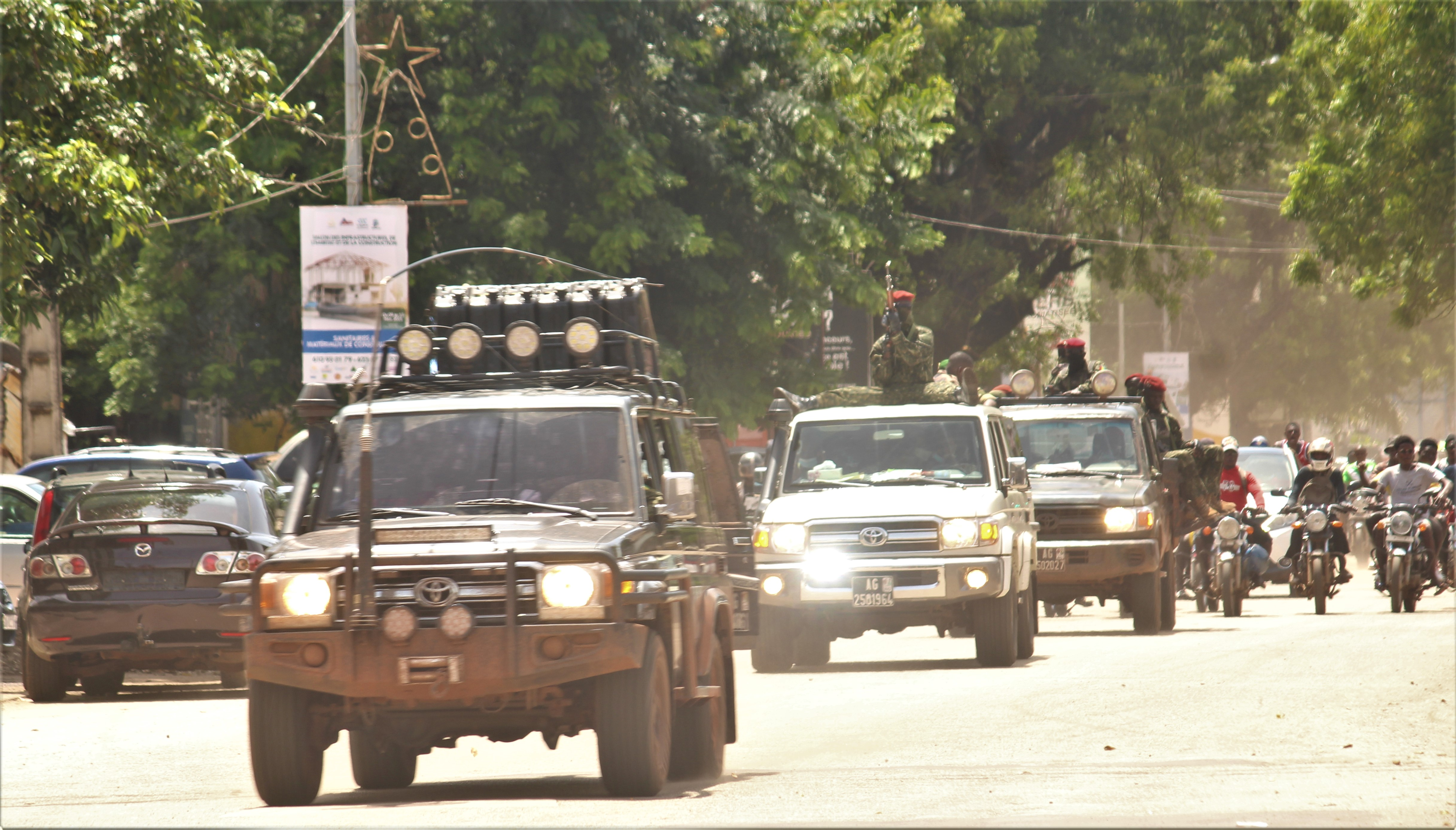